# チャイナタウン (マンハッタン)

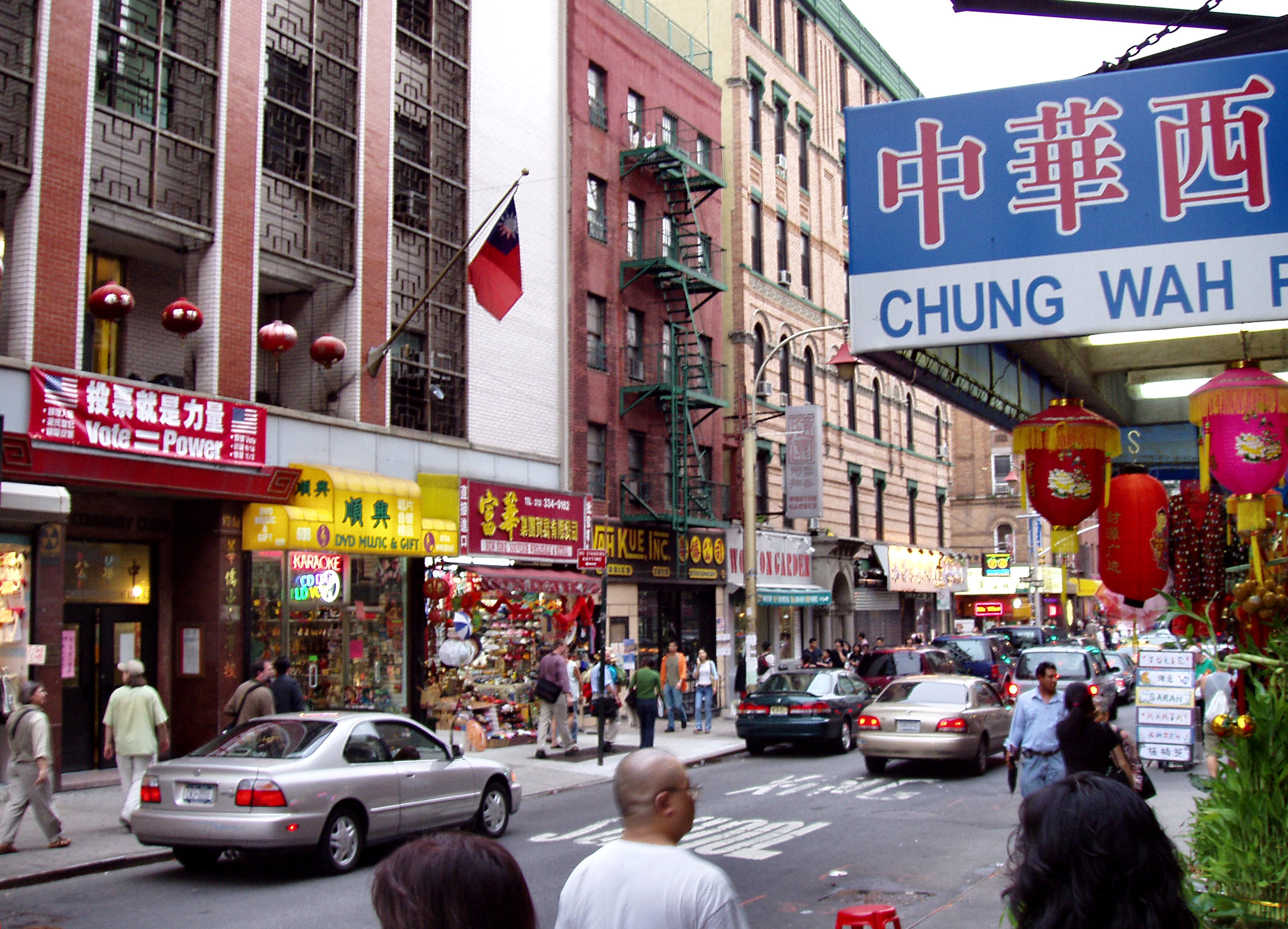
マンハッタンのチャイナタウンはニューヨーク都市圏に少なくとも9つあるチャイナタウンの中では最古の歴史を持つ。

チャイナタウン（Chinatown, 紐約華埠, ニウユエファーブー）は、ニューヨーク市マンハッタン区にある中華街である。
シヴィック・センターの北、リトルイタリーの南、トライベッカの東、ロウアー・イースト・サイドの西に位置する。北米最大規模の中華街であり、西半球で最大の中国人移民人口を抱える。中国系移民が経営する商店が並び、漢字の看板が目に付くエリアである。近年は本来のチャイナタウンであるリトルイタリー南方から周辺のエリアに拡大している。
北米の中国人居住地としては最も古いうちの一つである。主に広東語および閩語を母語とする人たちが大部分だが、近年では官話を話す人たちも増えつつある。アジアの外のチャイナタウンでは最大の約735,000人の人口を持つ。
チャイナタウンの東のエリアは近年、主に福建省からの中国系移民が流入しており、チャイナタウンの一部と見なされ、小福州 (en) と呼ばれている
ニューヨークの他のチャイナタウンはクイーンズ区（定義により2または3箇所）、ブルックリン区（3箇所）、ナッソー郡、ロングアイランド、そしてニュージャージー州エジソンなどにある。

## 歴史
かつて、この地区には20ha程の池が存在したが1811年に埋め立てられ、周囲の道路を延長する形で区画整理が行われた。その結果"五差路"の交差点が出来、この地区はファイブ・ポインツ という地名で呼ばれることになった。地盤が軟弱で水はけが悪いため、低家賃の住宅地となり、主に貧しい移民が住むようになった。最初は黒人やアイルランド人、東欧出身のユダヤ人などが住んでいた。
1812年にはファイブ・ポインツの南にニューヨーク市庁舎が完成し、裁判所や警察署、保健所などの行政機関が次々に建設され、シヴィック・センター と呼ばれる官庁街となった。これらの役所で働く職員を目当てに商売人が次第に集まり始めた。1850年代にはイタリア移民が住むようになり、リトルイタリーが形成され始めた。
1858年、広東省出身のen:Ah Kenという人物が市庁舎の柵の外で葉巻売りの商売を始めたという。これがマンハッタンの中華街の歴史の始まりとされている。1870年には中国人居住者は200人程になり、1882年には2000人に増加した。この当時の中華街は広東省の出身者が独占的であった。
かつては貧困層向けの低家賃の住宅が建ち並び、ニューヨークの代表的なスラムと認識されていた。これらの建物は内部に間仕切り壁を造って部屋を細分化した違法建築である。市当局は建物の取り締まりを強化すると同時に良質な公共住宅の建設を推進して生活環境の改善に取り組んだ。1975年に完成した「孔子プラザ」はその代表的な例である。現在ではファイブ・ポインツという地名は使われなくなり、チャイナタウンまたはリトルイタリーという呼び名が定着している。

## 位置

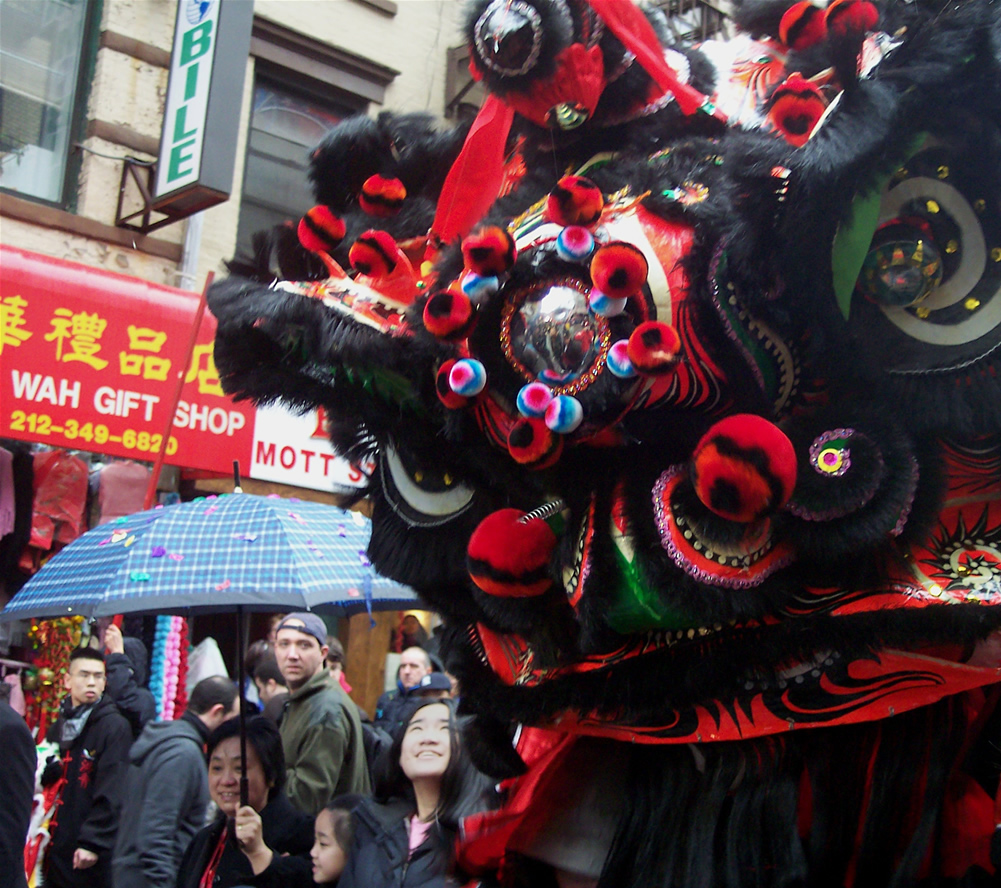
春節祭での獅子舞。ワース・ストリート(en) 近くのモット・ストリートにて。

Business Improvement Districtによって地区の境界の目安が提供されているが、チャイナタウンは公式には境界は定義されていない。
しかし、おおよそ以下の定義に従うと一般には見なされている：
- 北端：ブルーム・ストリート[11][12]（リトルイタリーを飲み込みつつある）
- 南端：チェンバーズ・ストリート
- 東端：イースト・ブロードウェイ
- 西端：ブロードウェイ

## 通り名の中国語表記

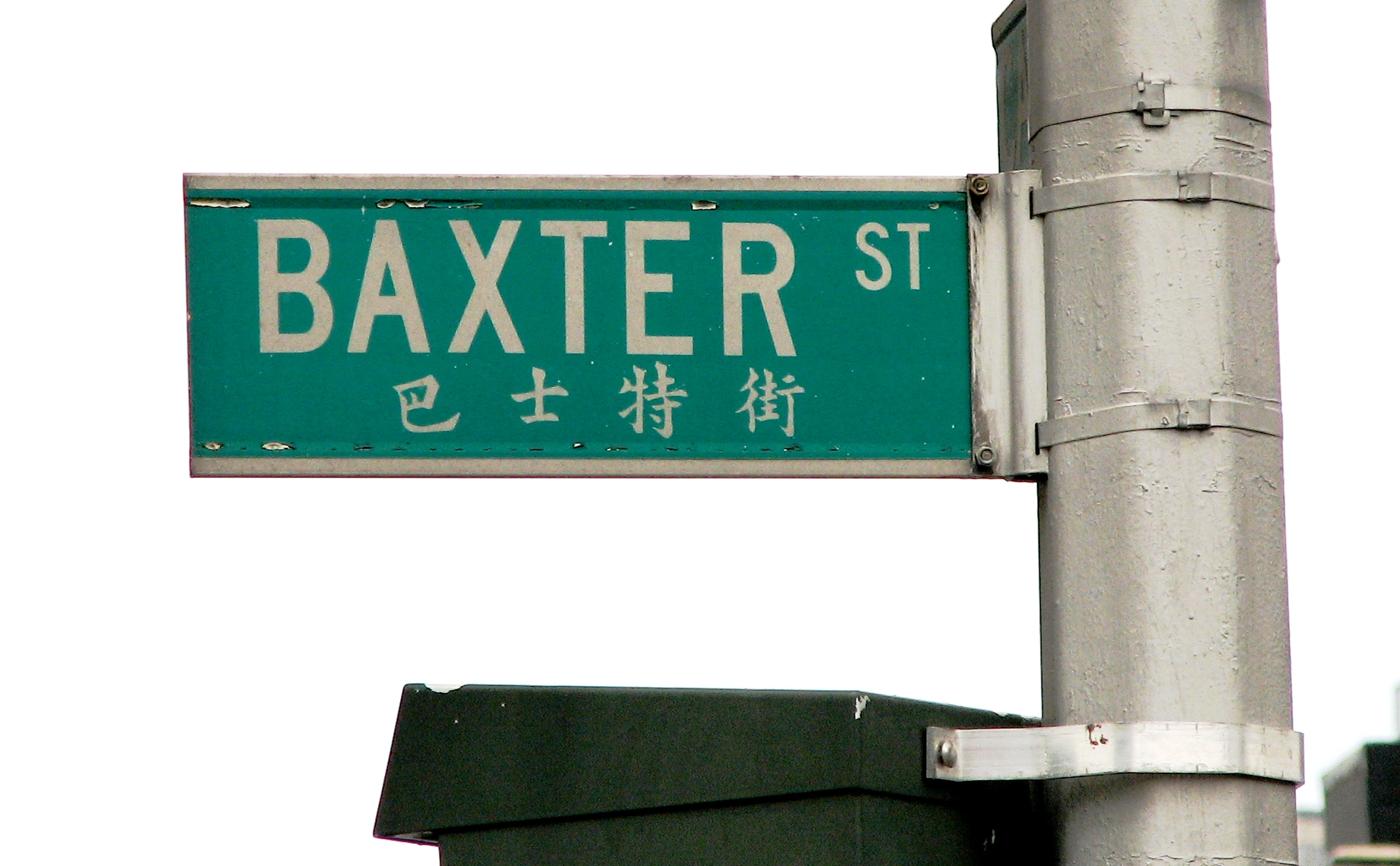
Baxter Street (巴士特街 Bāshìtè Jiē)

| ストリート                                      | 中国語表記             |
| ----------------------------------------------- | ---------------------- |
| Allen Street                                    | 亞倫街                 |
| Baxter Street                                   | 巴士特街               |
| Bayard Street                                   | 擺也街                 |
| Bowery                                          | 包厘                   |
| Broadway                                        | 百老匯                 |
| Broome Street                                   | 布隆街                 |
| Canal Street                                    | 堅尼街                 |
| Catherine Street                                | 加薩林街               |
| Centre Street                                   | 中央街                 |
| Chambers Street                                 | 錢伯斯街               |
| Chatham Square                                  | 且林士果               |
| Chrystie Street                                 | 企李士提街             |
| Delancey Street                                 | 地蘭西街               |
| Division Street                                 | 地威臣街               |
| Doyers Street                                   | 宰也街                 |
| East Broadway (Little Fuzhou)                   | 東百老匯 (小福州)      |
| Eldridge Street                                 | 愛烈治街               |
| Elizabeth Street                                | 伊利莎白街             |
| Forsyth Street                                  | 科西街                 |
| Grand Street                                    | 格蘭街                 |
| Henry Street                                    | 顯利街                 |
| Hester Street                                   | 喜士打街               |
| Madison Street                                  | 麥地遜街               |
| Market Street                                   | 市場街                 |
| Mosco Street                                    | 莫斯科街               |
| Mott Street (Little Hong Kong/Little Guangdong) | 勿街 (小香港)/(小广东) |
| Mulberry Street                                 | 摩比利街               |
| Orchard Street                                  | 柯察街                 |
| Park Row                                        | 柏路                   |
| Pell Street                                     | 披露街                 |
| Pike Street                                     | 派街                   |
| Worth Street                                    | 窩夫街                 |